# Clasificación de procedimientos de enfermería
El sistema de clasificación de procedimientos de enfermería, por sus iniciales en inglés NIC (Nursing Interventions Classification) es un sistema de clasificación del cuidado que describe las actividades que el enfermero realizará como parte
de la fase de planificación de la atención de enfermería, asociado con la creación de un plan de cuidados de enfermería.
Este sistema genera cuatro niveles jerárquicos, cuyos dos primeros constan de una lista de 542 intervenciones de enfermería, cada una con una definición en términos generales; los dos niveles inferiores, consisten en un número variable de actividades específicas que un enfermero puede realizar para completar la intervención. Estos dos últimos niveles forman una taxonomía donde cada intervención es agrupada dentro de una de las 30 clases, y la clase dentro de uno de los 7 campos.
Las razones para generar este sistema son varias, dentro de las cuales destacan el hacer más fácil para un enfermero la selección de una intervención para una situación determinada, y de utilizar un ordenador para describir la intervención en términos de etiquetas normalizadas para las clases y campos determinados, así mismo es especialmente útil a los estudiantes de enfermería en la enseñanza de toma de decisiones, y también la determinación de los costos derivados de la atención de enfermería.
La terminología empleada es reconocida por La Asociación Americana de Enfermeros, incluida en el UMLS (Unified Medical Language System), y registrada en el HL7 (Health Level 7)

## Desarrollo del sistema
El sistema NIC fue desarrollado en 4 fases principales, entre 1987 y 1996, continuándose la última de ellas hasta el presente:
- Fase I: Elaboración de la clasificación (1987-1992)
- Fase II: Elaboración de la Taxonomía (1990-1995)
- Fase III: Prueba y perfeccionamiento clínico (1993-1997)
- Fase IV: Uso y mantenimiento (1996-presente)